# Notranjosti
Notranjosti (angleško Interiors) je ameriški dramski film iz leta 1978, ki ga je režiral in zanj napisal scenarij Woody Allen. Film se osredotoči na tri hčere narcističnega korporacijskega odvetnika Arthurja (E. G. Marshall) in notranje oblikovalke Eve (Geraldine Page), pesnico Renato (Diane Keaton), igralko Flyn (Kristin Griffith) in Joey (Mary Beth Hurt).
Film je prejel dobre kritike. Nominiran je bil za pet oskarjev, tudi na najboljšo glavno žensko vlogo (Page), stransko žensko vlogo (Stapleton) ter najboljši scenarij in režijo. Geraldine Page je prejela nagrado BAFTA za najboljšo stransko žensko vlogo, film je prejel še eno nominacijo ter štiri nominacije za Zlati globus. To je Allenov prvi povsem dramski film.

## Vloge
- Geraldine Page kot Eve
- Diane Keaton kot Renata
- Mary Beth Hurt kot Joey
- Kristin Griffith kot Flyn
- Richard Jordan kot Frederick
- E. G. Marshall kot Arthur
- Maureen Stapleton kot Pearl
- Sam Waterston kot Mike